# Sons of the Pioneers
I Sons of the Pioneers sono un gruppo musicale statunitense, attivo nel genere country-western dal 1933.
La composizione del gruppo ha visto, nel corso dei decenni, molti cambiamenti dei membri. È uno dei gruppi vocali con uno dei periodi di attività più lunghi nella storia della musica. Il gruppo fu fondato, inizialmente sotto il nome "Pioneer Trio", nel 1933 a Los Angeles da Leonard Slye, poi conosciuto come Roy Rogers, Bob Nolan e Tim Spencer. Dalla fondazione fino ai primi anni '50, i componenti del gruppo parteciparono a diverse produzioni cinematografiche, principalmente del genere western, sia come attori-cantanti-musicisti (generalmente ruoli minori nelle sequenze canore come accompagnatori musicali di Roy Rogers) che come autori delle colonne sonore.

## Membri
Dal 1933, 41 cantanti e musicisti sono stati membri ufficiali dei Sons of the Pioneers.
1. Roy Rogers (1933-1937) voce, chitarra
2. Bob Nolan (1933-1949) voce baritono, basso
3. Tim Spencer (1933-1936, 1938-1949) voce baritono e voce solista
4. Hugh Farr (1934-1959) voce di basso, violino
5. Karl Farr (1935-1961) chitarra solista
6. Lloyd Perryman (1936-1943, 1946-1977) tenore e voce solista, chitarra
7. Pat Brady (1937-1943, 1946-1949, 1959-1968) basso
8. Ken Carson (1943-1947) voce tenore, chitarra
9. Deuce Spriggens (1943, 1954-1955) basso
10. Shug Fisher (1944-1946, 1949-1953, 1956-1959) basso
11. Ken Curtis (1949-1953) voce solista
12. Tommy Doss (1949-1963) voce baritono
13. Dale Warren (1952-2008) leader e voce baritono, basso
14. George Bamby (1959-1960) fisarmonica
15. Roy Lanham (1961-1986) chitarra solista
16. Wade Ray (1961-1962) violino
17. Rusty Richards (1963-1966, 1974-1984)
18. Billy Armstrong (1966-1972) violino
19. Bob Minser (1967-1968) voce tenore, basso
20. Luther Nallie (1968-1974, 1980-2004, 2007-oggi) voce, chitarra solista, basso
21. Billy Liebert (1974-1980) fisarmonica, arrangiatore
22. Doc Denning (1980) violino
23. Dale Morris (1981-1983) violino
24. Tommy Nallie (1983-1988) batteria
25. Soleggiato Spencer (1984-2005) voce solista
26. Jack Nallie (1984) basso
27. Jack Laroux (1985) basso
28. Gary Foster (1986) basso
29. Gary LeMaster (1986-2006, 2008-oggi) voce tenore, chitarra solista
30. Daryl Wainscott (1987-1993) tastiere
31. David Bradley (1989-1993) voce, chitarra
32. John Nallie (1993-2000) voce solista, tastiere e batteria
33. Roy Warhurst (1994-1997) violino
34. Ken Lattimore (1998-oggi) voce tenore, violino
35. Randy Rudd (2001-oggi) voce, chitarra
36. Preston Eldridge (2001-2006) basso
37. Jarrett Dougherty (2001-2002) batteria, commedia
38. Waylon Herron (2004-2006) voce, chitarra
39. Justin Sifford (2006) voce, chitarra
40. Ricky Boen (2006-oggi) violino
41. Mark Abbott (2006-oggi) basso

## Premi
- 1971 Western Heritage Wrangler Award dal National Cowboy Hall of Fame
- 1976 Gene Autry Award
- 1976 Hollywood Walk of Fame Award[3]
- 1977 Smithsonian Institute's "National Treasure" Designation
- 1980 Country Music Hall of Fame Country Music Association Award
- 1984 New Brunswick Country Music Hall of Fame Award
- 1986 Grammy Award per "Cool Water"
- 1988 Texas Western Swing Hall of Fame
- 1994 Western Music Association Hall of Fame Award
- 2003 Golden Boot Award dal Motion Picture and Television Fund[4]

## Discografia

### Album
- Cowboy Classics (1952)
- Cowboy Hymns and Spirituals (1952)
- Western Classics (1953)
- Favorite Cowboy Songs (1955)
- 25 Favorite Cowboy Songs (1955)
- Twenty-Five Favorite Cowboy Songs (1956)
- How Great Thou Art (1957)
- One Man's Songs (1957)
- Wagons West (RCA Camden Classics, 1958)
- Cool Water (RCA Records, 1959)
- Cool Water (BMG International, 1959)
- Room Full of Roses (1960)
- Westwood Ho! (1961)
- Lure of the West (1961)
- Tumbleweed Trails (1962)
- Our Men out West (1963)
- Good Old Country Music (Delta Records, 1963)
- The Sons of the Pioneers Sing Hymns of the Cowboy (1963)
- Hymns of the Cowboy (1963)
- Trail Dust (1963)
- Country Fare (1964)
- Tumbleweed Trails (Vocalion, 1964)
- Sons of the Pioneers Best (1964)
- Down Memory Trail (1964)
- Legends of the West (1965)
- The Best of the Sons of the Pioneers (1966)
- The Songs of Bob Nolan (1966)
- Campfire Favorites (1967)
- South of the Border (1968)
- San Antonio Rose & Other Country Favorites (1968)
- San Antonio Rose (Delta Records, 1968)
- The Sons of the Pioneers Visit the South Seas (1969)
- Riders in the Sky (1973)
- A Country-Western Songbook (1977)
- Let's Go West Again (1981)
- Columbia Historic Edition (Columbia, 1982)
- Twenty of the Best (1985)

- Tumbling Tumbleweeds (MCA, 1986)
- Teardrops in My Heaven (1987)
- Land Beyond the Sund (1987)
- A Hundred and Sixty Acres (1987)
- Tumbling Tumbleweeds (Universal Special Products, 1987)
- Collection, Vol. 1 (Bear Family Records, 1987)
- Collection, Vol. 2 (Bear Family Records, 1987)
- Collection, Vol. 3 (Bear Family Records, 1987)
- Collection, Vol. 4 (Bear Family Records, 1987)
- Tumbling Tumbleweeds (RCA, 1989)
- Sunset on the Range (Pair, 1990)
- Empty Saddles (1990)
- The Sons of the Pioneers (RCA, 1977)
- Country & Western Memories (Pair, 1991)
- Country Music Hall of Fame (MCA, 1991)
- Songs of the Trail (Pair, 1991)
- Our Best to You (1999)
- Tumbling Tumbleweeds (Country Stars, 1999)
- Teleways Transcriptions (Soundies, 1999)
- Symphonies of the Sage (Bloodshot, 2001)
- The Essential Collection (South Side Phunk, 2002)
- Memories of the Lucky U Ranch (Jasmine, 2002)
- Cigareets, Whusky...And Cool, Cool Water (ASV, 2002)
- The Sons of the Pioneers: Ultimate Collection (Hip-O, 2002)
- The Essential Collection (Varèse Sarabande, 2003)
- RCA Country Legends (Sony Music Entertainment, 2004)
- Classic Western Harmony, Vol. 2 (2005)
- Under Western Skies (Varèse Sarabande, 2005)
- My Saddle Pals and I (USD, 2005)
- Classic Cowboy Songs (Varèse Sarabande, 2006)
- The Republic Years (Varèse Sarabande, 2006)
- Western Hymns and Spirituals (Varèse Sarabande, 2008)
- Way Out There: The Complete Recordings 1934-1943 (BFR, 2009)
- Cigareets, Whusky...And Cool, Cool Water (USD, 2010)
- Sing the Stephen Foster Songbook (Varèse Sarabande, 2010)[5]

### Singoli
| Anno | Singolo                                                   | Posizione in classifica | Posizione in classifica | Posizione in classifica |
| Anno | Singolo                                                   | Hot Country Songs       | Billboard Hot 100       | CAN Country             |
| ---- | --------------------------------------------------------- | ----------------------- | ----------------------- | ----------------------- |
| 1945 | "Stars and Stripes on Iwo Jima"                           | 4                       | —                       | —                       |
| 1946 | "No One to Cry To"                                        | 6                       | —                       | —                       |
| 1947 | "Baby Doll"                                               | 5                       | —                       | —                       |
| 1947 | "Cool Water"                                              | 4                       | —                       | —                       |
| 1947 | "Cigareetes, Whusky, and Wild, Wild Women"                | 5                       | —                       | —                       |
| 1947 | "Teardrops in My Heart"                                   | 4                       | —                       | —                       |
| 1948 | "Blue Shadows on the Trail" (con Roy Rogers)              | 6                       | —                       | —                       |
| 1948 | "(There'll Never Be Another) Pecos Bill" (con Roy Rogers) | 13                      | —                       | —                       |
| 1948 | "Tumbling Tumbleweeds"                                    | 11                      | —                       | —                       |
| 1948 | "Cool Water"                                              | 7                       | —                       | —                       |
| 1949 | "My Best to You"                                          | 12                      | —                       | —                       |
| 1949 | "Room Full of Roses"                                      | 10                      | 26                      | —                       |
| 1955 | "The Ballad Of Davy Crocket"                              | —                       | —                       | —                       |
| 1976 | "Cool Water"                                              | —                       | —                       | 34                      |
| 1980 | "Ride Concrete Cowboy, Ride" (con Roy Rogers)             | 80                      | —                       | —                       |

## Filmografia
- Slightly Static (1935), short
- Way Up Thar (1935), short
- Gallant Defender (1935)
- The Mysterious Avenger (1936)
- Song of the Saddle (1936)
- Rhythm on the Range (1936)
- California Mail (1936)
- The Big Show (1936)
- The Old Corral (1936)
- The Old Wyoming Trail (1937)
- Outlaws of the Prairie (1937)
- Cattle Raiders (1938)
- Call of the Rockies (1938)
- Law of the Plains (1938)
- West of Cheyenne (1938)
- South of Arizona (1938)
- The Colorado Trail (1938)
- West of the Santa Fe (1938)
- Rio Grande (1938)
- Songs of the West (1939), short
- Texas Stampede (1939)
- North of the Yukon (1939)
- Spoilers of the Range (1939)
- Western Caravans (1939)
- The Man from Sundown (1939)
- Riders of Black River (1939)
- Outpost of the Mounties (1939)
- The Stranger from Texas (1939)
- Two-Fisted Rangers (1939)
- Bullets for Rustlers (1940)
- Blazing Six Shooters (1940)
- Texas Stagecoach (1940)
- The Durango Kid (1940)
- West of Abilene (1940)
- Thundering Frontier (1940)
- The Pinto Kid (1941)
- Outlaws of the Panhandle (1941)
- Red River Valley (1941)
- Man from Cheyenne (1942)
- South of Santa Fe (1942)
- Sunset on the Desert (1942)
- Romance on the Range (1942)
- Sons of the Pioneers (1942)
- Call of the Canyon (1942)
- Sunset Serenade (1942)
- Heart of the Golden West (1942)
- Ridin' Down the Canyon (1942)
- Idaho (1943)
- Song of Texas (1943)
- Silver Spurs (1943)
- The Man from Music Mountain (1943)
- Hands Across the Border (1944)
- Cowboy and the Senorita (1944)
- The Yellow Rose of Texas (1944)
- Song of Nevada (1944)
- San Fernando Valley (1944)
- Lights of Old Santa Fe (1944)
- Hollywood Canteen (1944)
- Utah (1945)
- Bells of Rosarita (1945)
- Man from Oklahoma (1945)
- Along the Navajo Trail (1945)
- Sunset in El Dorado (1945)
- Don't Fence Me In (1945)
- Song of Arizona (1946)
- Ding Dong Williams (1946)
- Home on the Range (1946)
- Rainbow Over Texas (1946)
- My Pal Trigger (1946)
- Under Nevada Skies (1946)
- Roll on Texas Moon (1946)
- Home in Oklahoma (1946)
- Heldorado (1946)
- Apache Rose (1947)
- Hit Parade of 1947 (1947)
- Bells of San Angelo (1947)
- Springtime in the Sierras (1947)
- On the Old Spanish Trail (1947)
- The Gay Ranchero (1948)
- Unusual Occupations (1948), short
- Under California Stars (1948)
- Lo scrigno delle sette perle (1948)
- Eyes of Texas (1948)
- Night Time in Nevada (1948)
- Everybody's Dancin' (1950)
- Rio Bravo (1950)
- Fighting Coast Guard (1951)[6]